# Василевка (Генический район)
Василевка (укр. Василівка) — село в Новотроицкой поселковой общине Генического района Херсонской области Украины.
Население по переписи 2001 года составляло 658 человек. Почтовый индекс — 75355. Телефонный код — 5548. Код КОАТУУ — 6524480401.